# Виа дель Бабуино

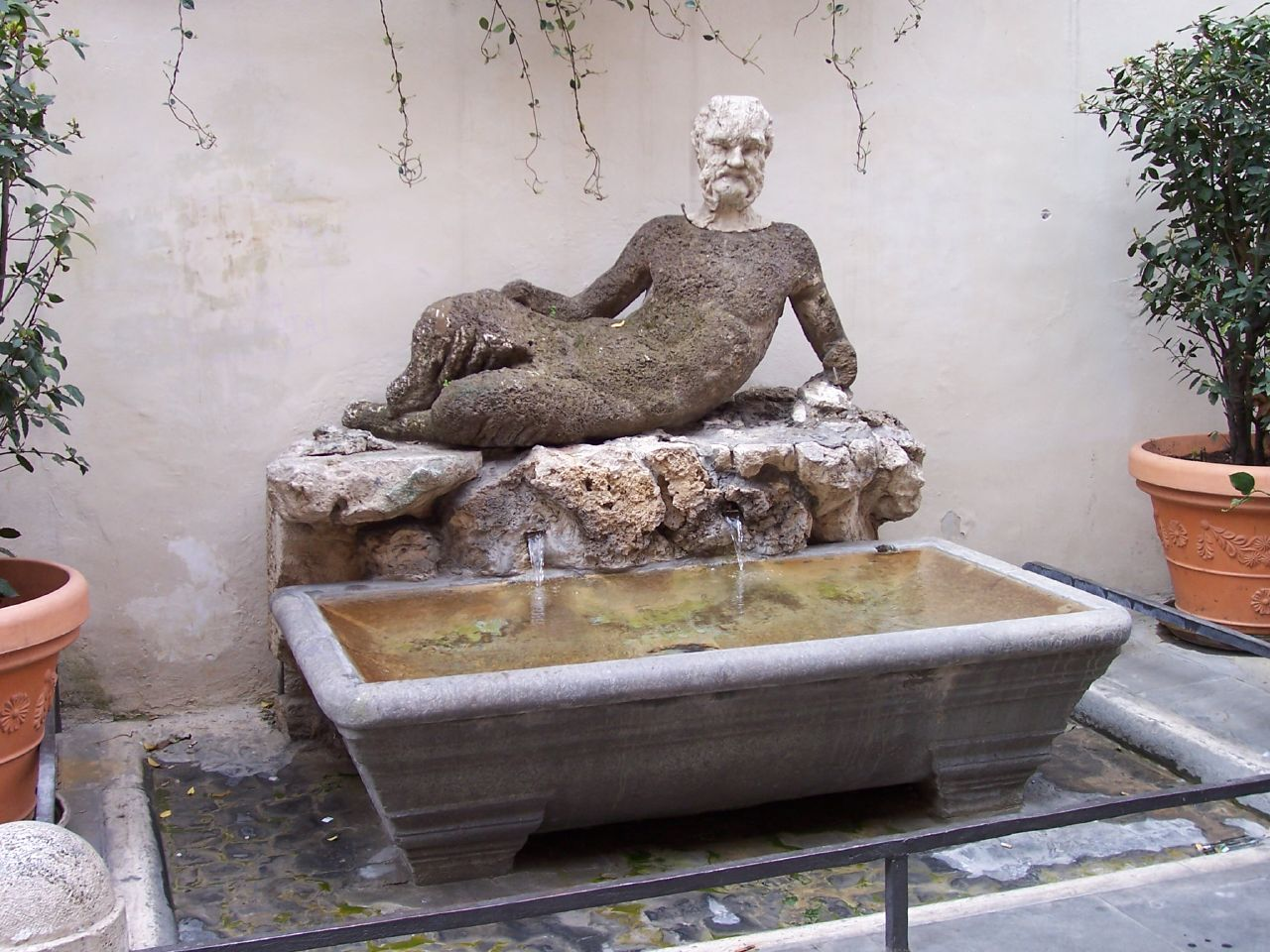
Фонтан Бабуино, давший название улице

Виа дель Бабуино (итал. Via del Babuino) — улица в историческом центре Рима, соединяющая Пьяцца дель Пополо с площадью Испании. Ближайшие станции метро — «Фламино — Пьяцца-дель-Пополо» и «Спанья» на линии A. Параллельно с виа дель Бабуино проходит виа Маргутта.

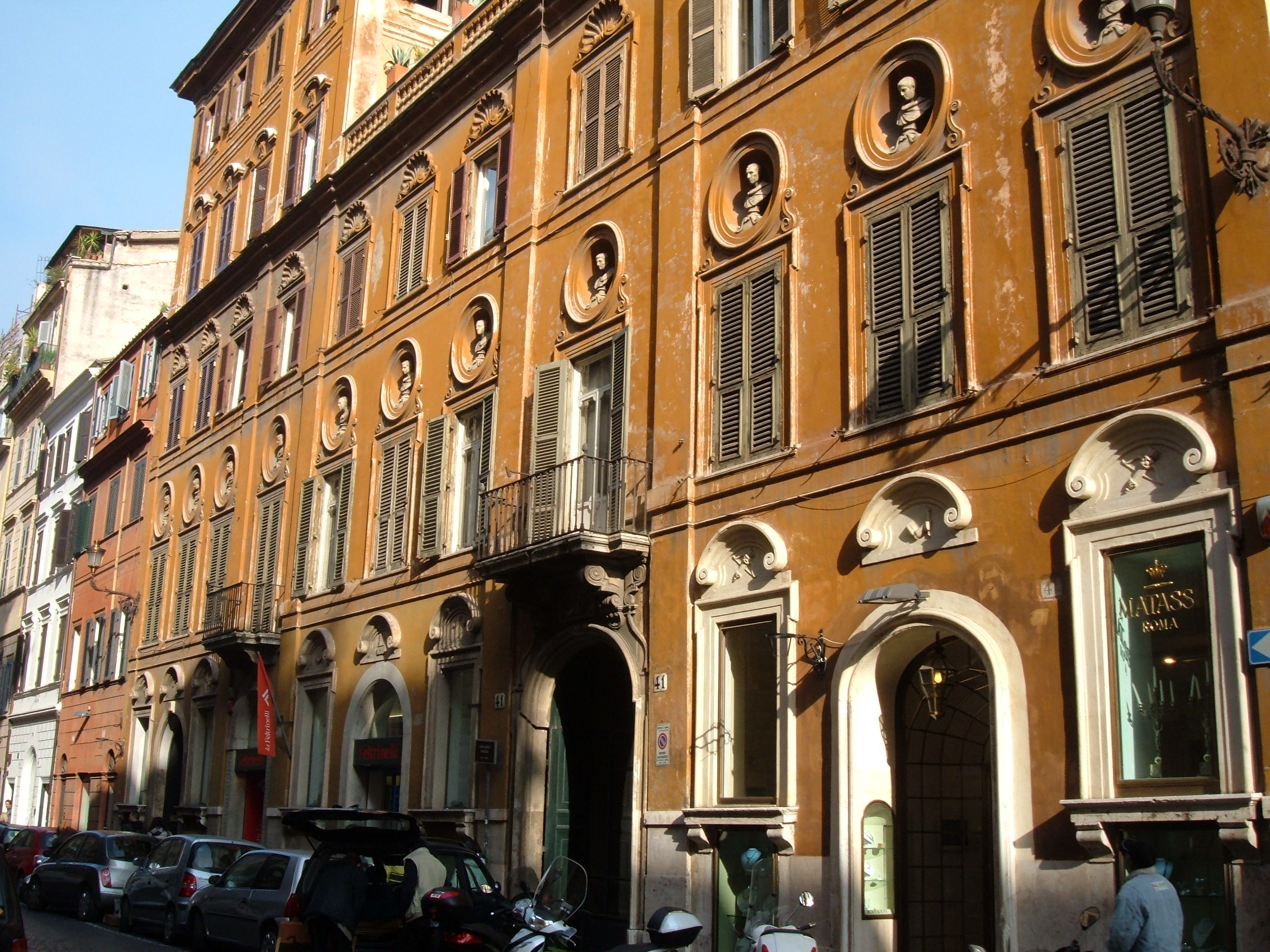
Палаццо Стербини

## История
Улица существовала уже в XIV веке и была известна как улица Неаполитанского сада (via dell’Orto di Napoli) и виа дель Каваллетто (via del Cavalletto). В 1525 году под руководством папы Климента VII улица была реставрирована и стала называться виа Клементина в его честь. В 1540 году она была переименована в виа Паолина в честь папы Павла III. В 1571 году по приказу Пия V на улице был установлен фонтан со статуей Силена, которая была настолько безобразной и похожей на обезьяну, что горожане стали называть улицу таким образом.